# Basilica di Santa Maria della Salute
Santa Maria della Salute (o chiesa della Salute o semplicemente La Salute) è una basilica di Venezia eretta nell'area della Punta della Dogana, da dove risalta nel panorama del Bacino di San Marco e del Canal Grande. Progettata da Baldassare Longhena con attenzione ai modelli del Palladio, è una delle migliori espressioni dell'architettura barocca veneziana. La sua costruzione rappresenta un ex voto alla Madonna da parte dei veneziani per la liberazione dalla Peste che tra il 1630 e il 1631 decimò la popolazione.
Il culto divenne così radicato a Venezia che la Vergine Maria venne aggiunta all'elenco dei santi patroni della città di Venezia. Nel maggio del 1921 papa Benedetto XV l'ha elevata al rango di basilica minore.

## Storia
La peste fu portata da un ambasciatore del duca di Mantova Carlo I Gonzaga Nevers, che venne internato nel Lazzaretto Vecchio, ma gli bastò entrare in contatto con un falegname per infettare la città, a partire da Campo San Lio.
Il 22 ottobre 1630 il voto del patriarca Giovanni Tiepolo: «voto solenne di erigere in questa Città e dedicar una Chiesa alla Vergine Santissima, intitolandola SANTA MARIA DELLA SALUTE, et ch'ogni anno nel giorno che questa Città sarà pubblicata libera dal presente male, Sua Serenità et li Successori Suoi anderanno solennemente col Senato a visitar la medesima Chiesa a perpetua memoria della Pubblica gratitudine di tanto beneficio».
Il 26 ottobre in Piazza San Marco il Doge Nicolò Contarini, il clero e il popolo si riunirono a pregare. Quando la peste finì erano morti 80.000 veneziani, e 600.000 nel territorio della Serenissima. Fra i morti, il doge e il patriarca.

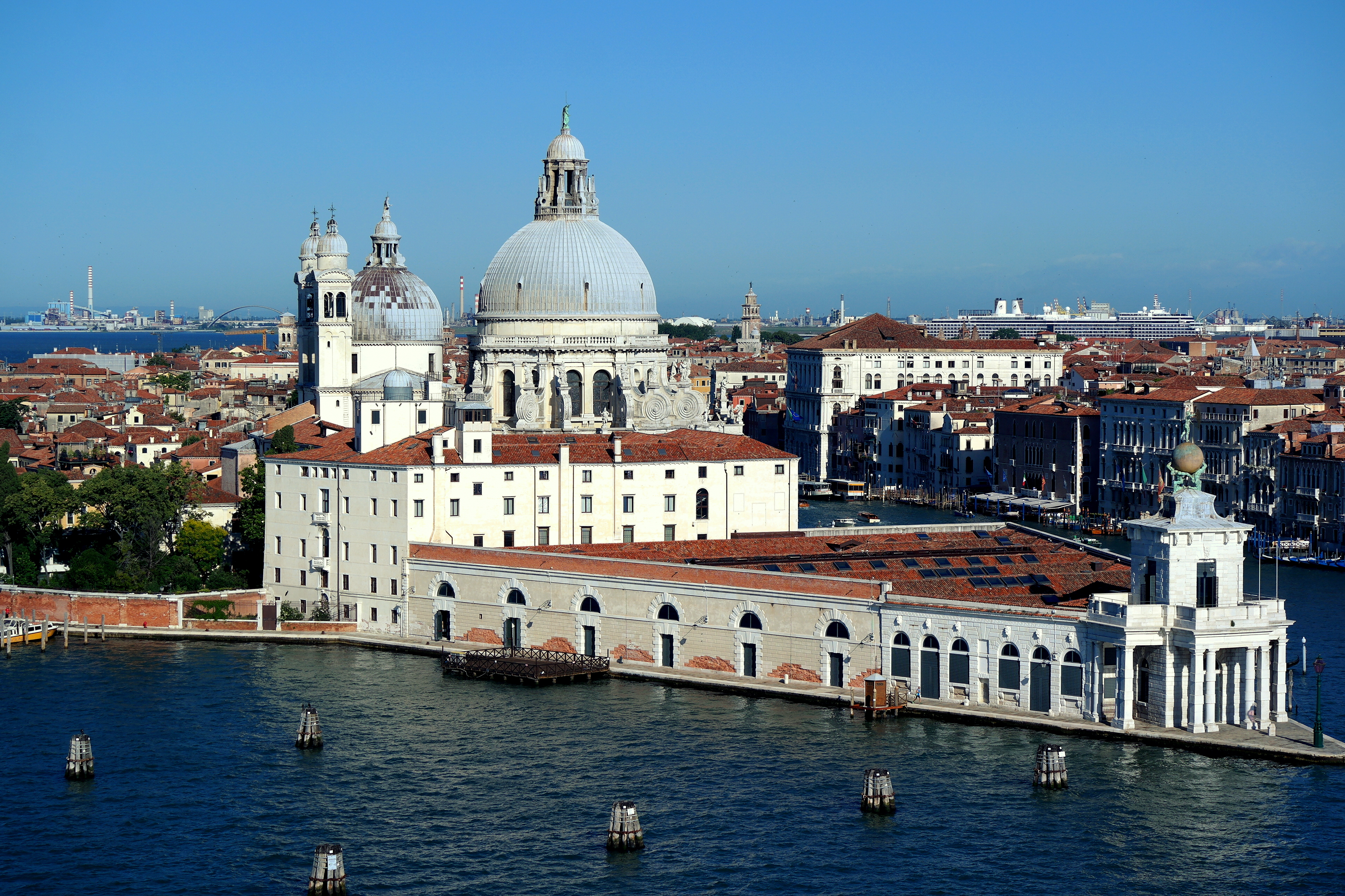
Veduta della Basilica, con la grandiosa cupola, mentre in basso a destra si vede la Punta della Dogana.

Per fare spazio alla nuova chiesa si scelse di demolire un soppresso complesso religioso (la Chiesa della Santissima Trinità con convento e scuola) adiacente alla Punta da Màr, la dogana di Venezia. Per poter erigere in quel posto la Basilica fu necessario un gran numero di pali conficcati nel terreno ed una vasta bonifica del suolo. Già il 28 novembre 1631 si svolse il primo pellegrinaggio di ringraziamento.
La costruzione fu affidata dopo un concorso a Baldassare Longhena, che aveva progettato una chiesa «in forma di corona per esser dedicata a essa Vergine», e venne finita quando il patriarca Alvise Sagredo il 9 novembre 1687 la benedisse.
Ogni anno il 21 novembre, giorno della Presentazione della Beata Vergine Maria, si festeggia la festa della Madonna della Salute in cui i veneziani attraversano un ponte, per secoli fatto di barche, ora galleggiante fissato su pali, che va da San Marco alla basilica e vi si recano a pregare. Insieme alla Festa del Redentore, è ancora oggi una delle feste popolari più amate e partecipate dai veneziani. In tale occasione, tradizionalmente, i veneziani consumano la "castradina", un piatto a base di montone.

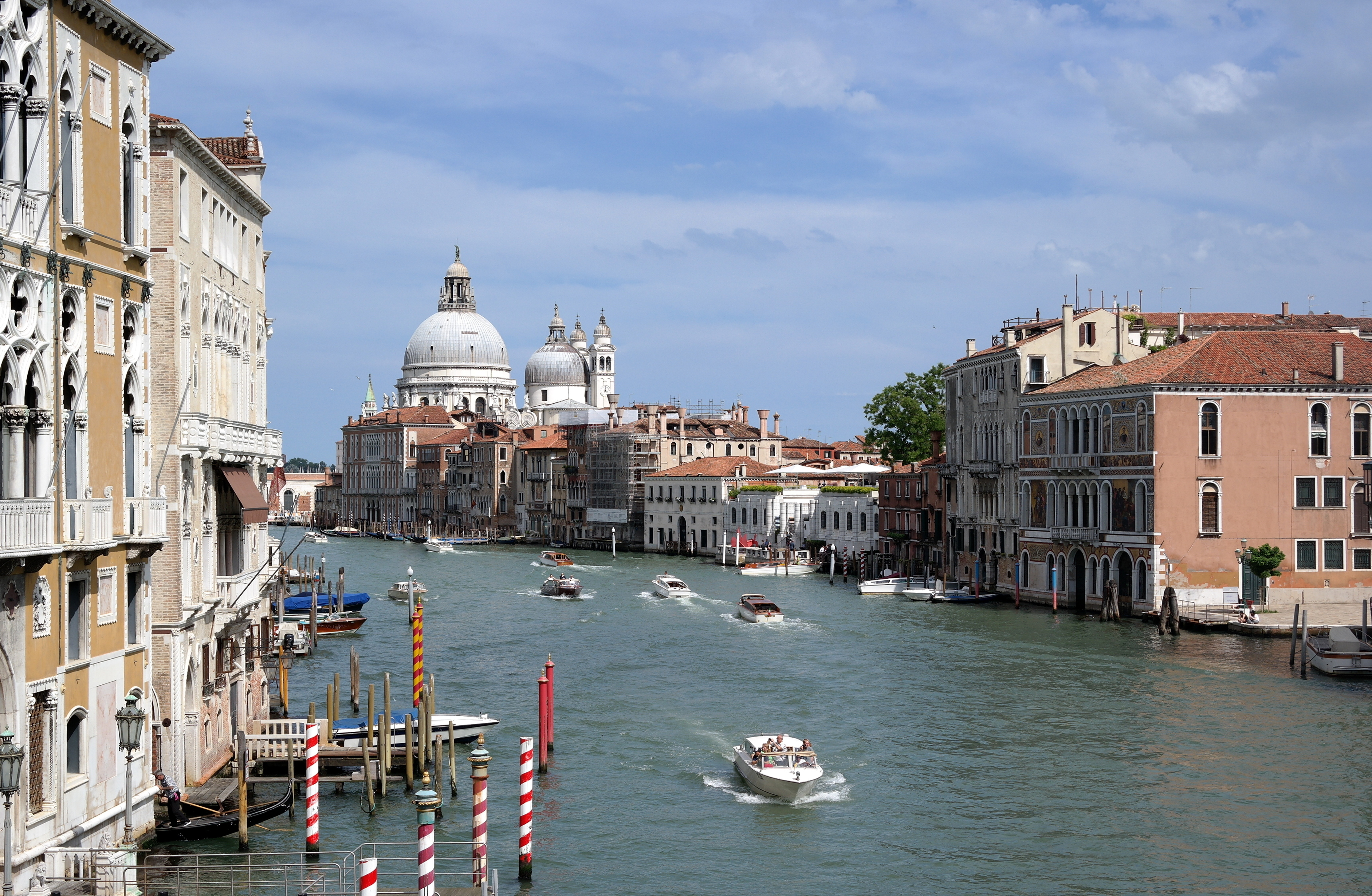
Basilica della Salute dal Canal Grande.
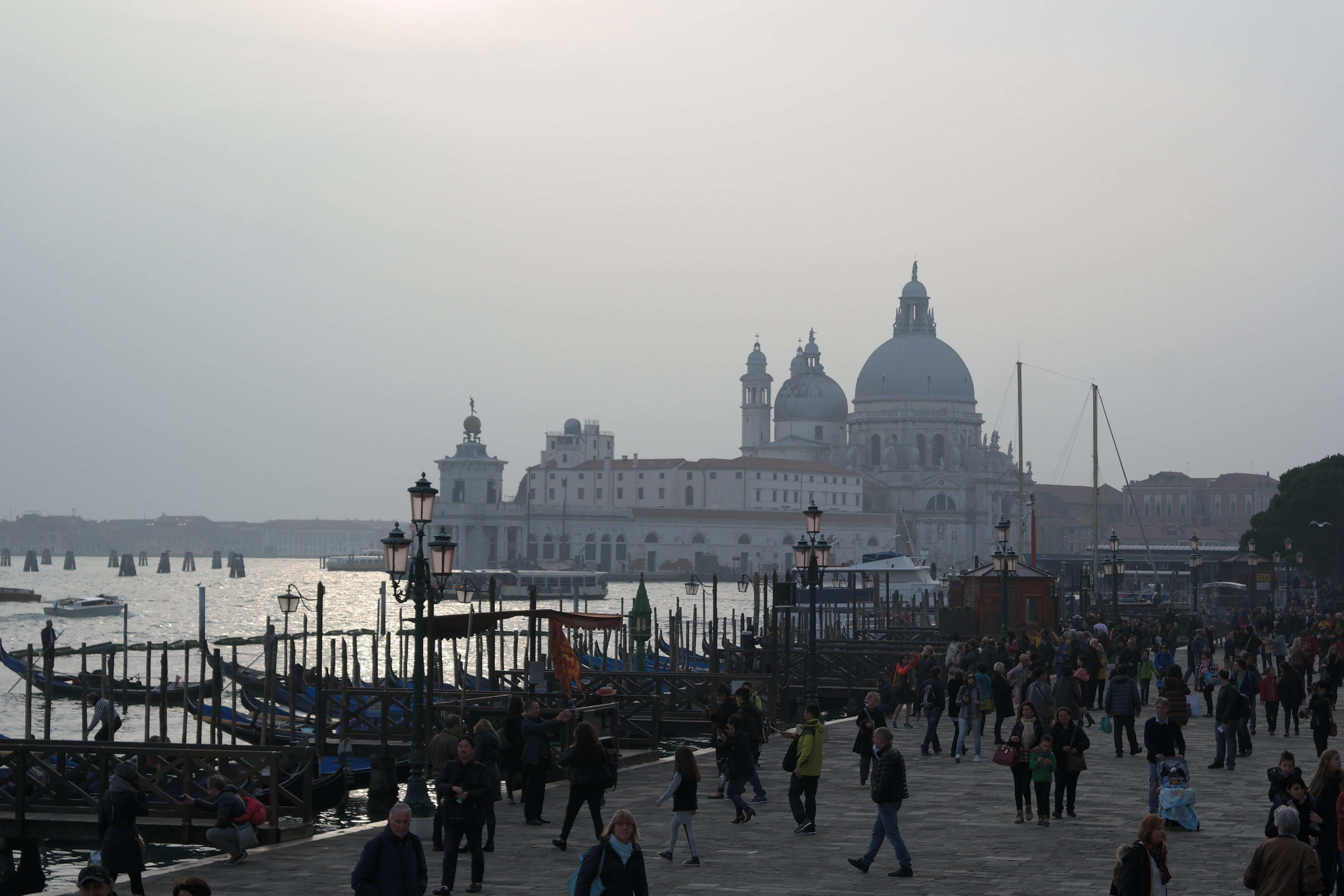
Veduta della mole della Basilica da Piazza San Marco.
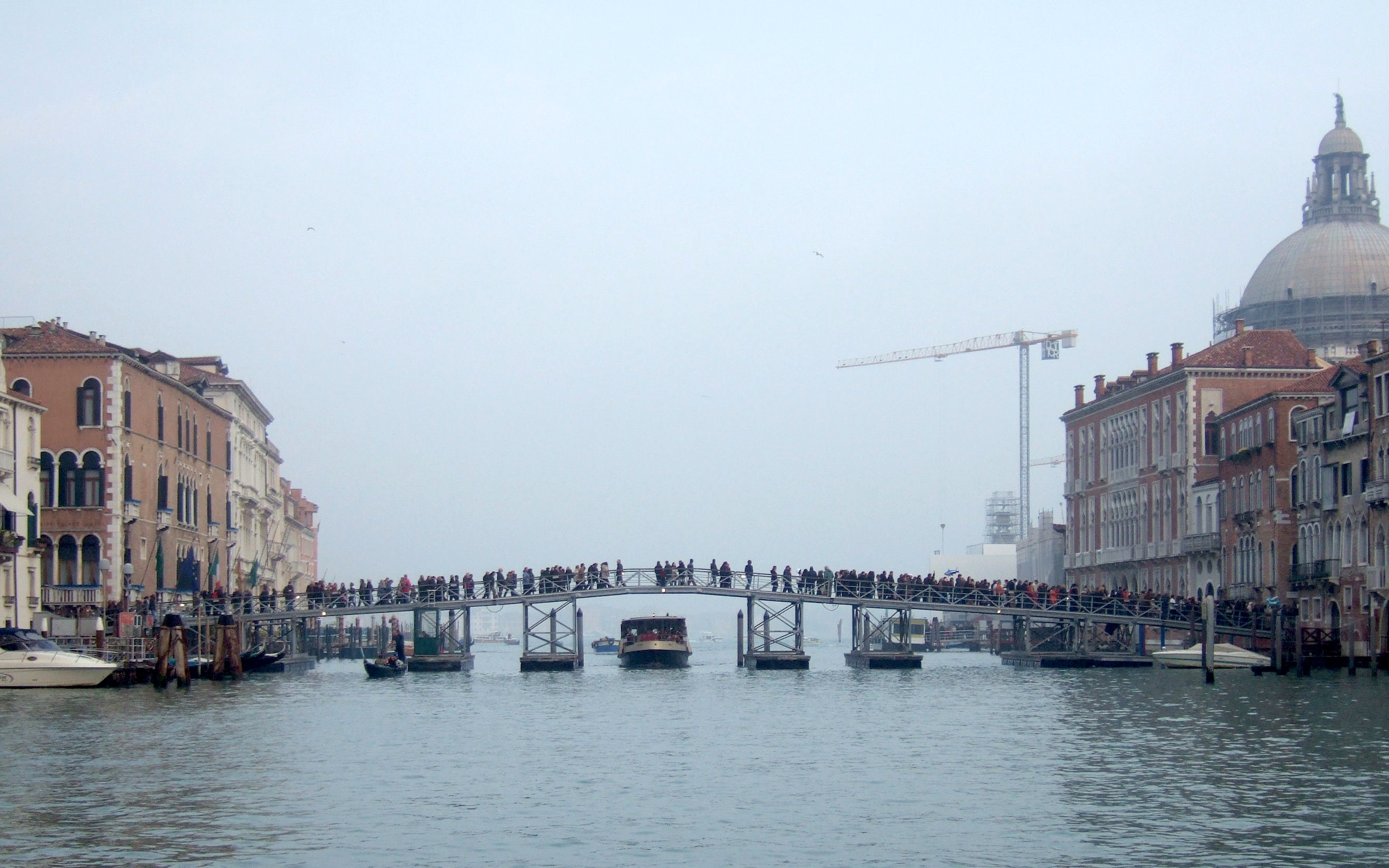
Il ponte della Salute (2008).
- Basilica della Salute dal Canal Grande.

## Descrizione

### Esterno
Il corpo centrale è a forma ottagonale su cui poggia una grande cupola semisferica, circondato poi da sei cappelle minori. Le raffinate volute a spirale stabilizzate da statue fungono da contrafforti per la cupola, sulla cui lanterna si innalza la statua della Vergine.

Le due cupole e i due campanili.

La chiesa si prolunga verso sud nel volume minore del presbiterio con absidi laterali, coperto a sua volta da una cupola più bassa e affiancato da due campanili: questi elementi appaiono imponenti a chi percorre il Rio Terà dei Catecumeni, che fino all'inizio del XX secolo era l'unico accesso da terra alla chiesa. Longhena creò in questo modo, riprendendo soluzioni del Palladio, prospetti diversi a seconda che si osservasse il tempio dal Canal Grande, dal sottostante Campo della Salute, dal Bacino di San Marco, dal Canale della Giudecca o dal Rio Terà.

### Facciata
La facciata principale è stata decorata dallo scultore Tommaso Rues con statue marmoree dei quattro evangelisti:

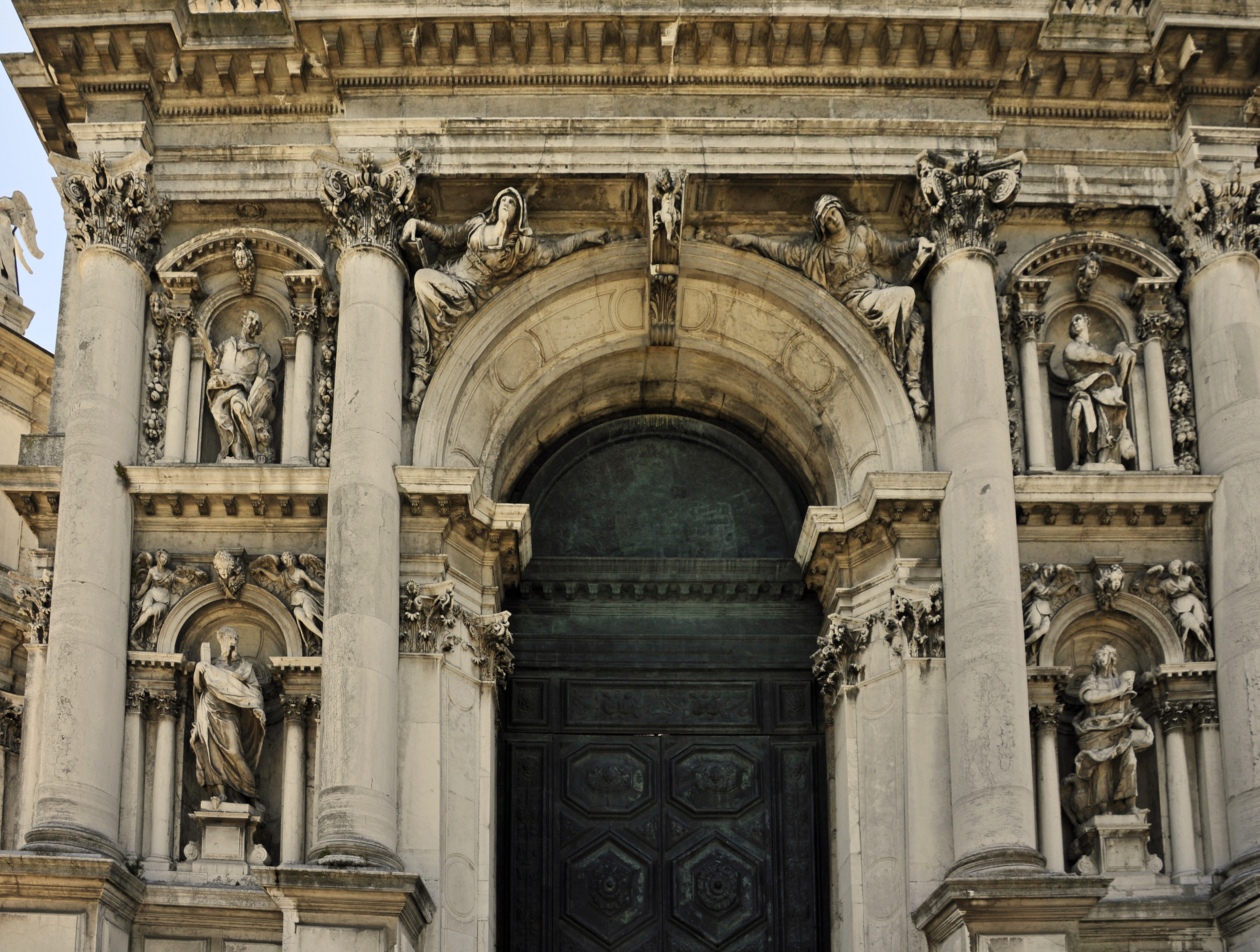
La facciata principale
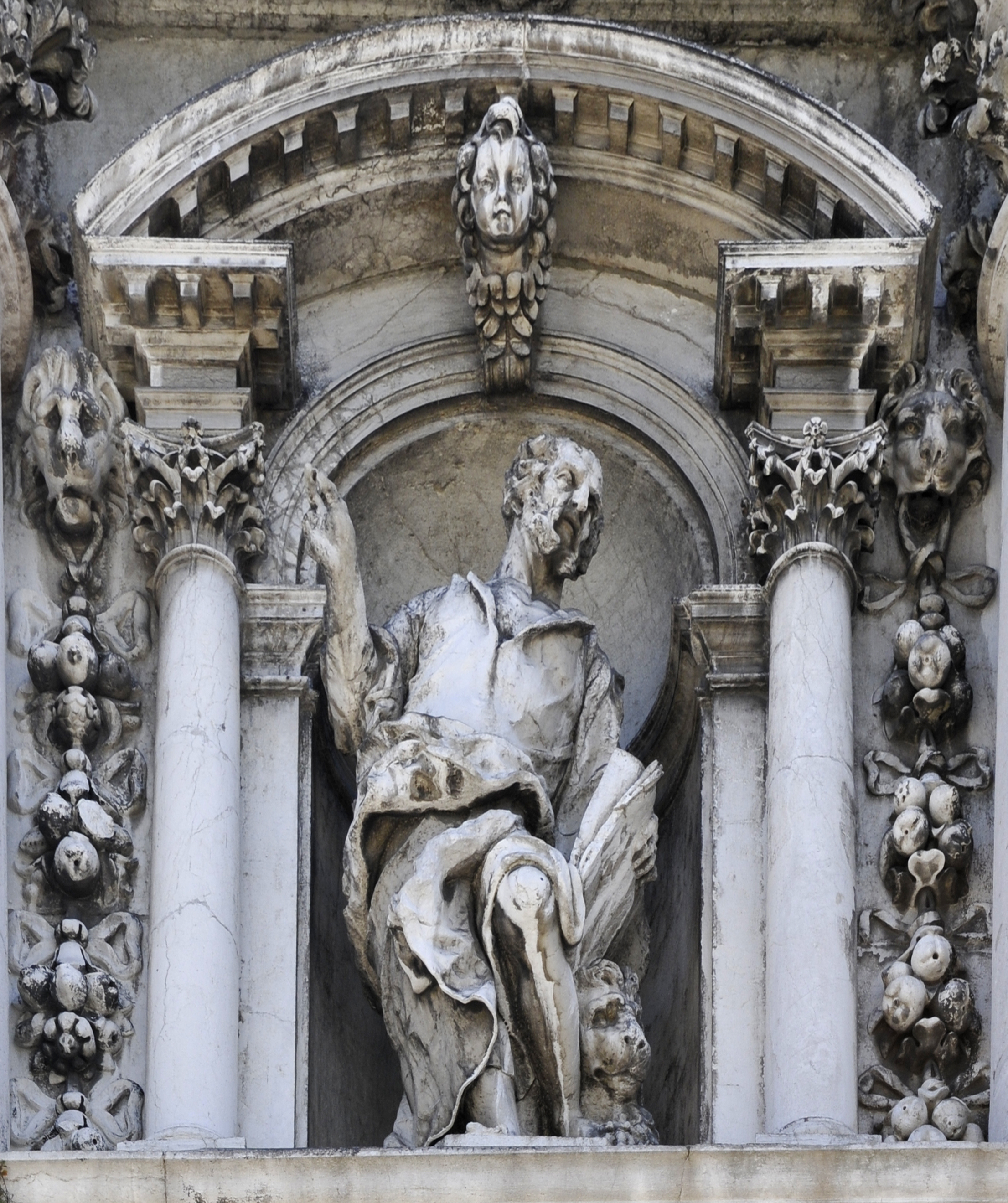
San Marco
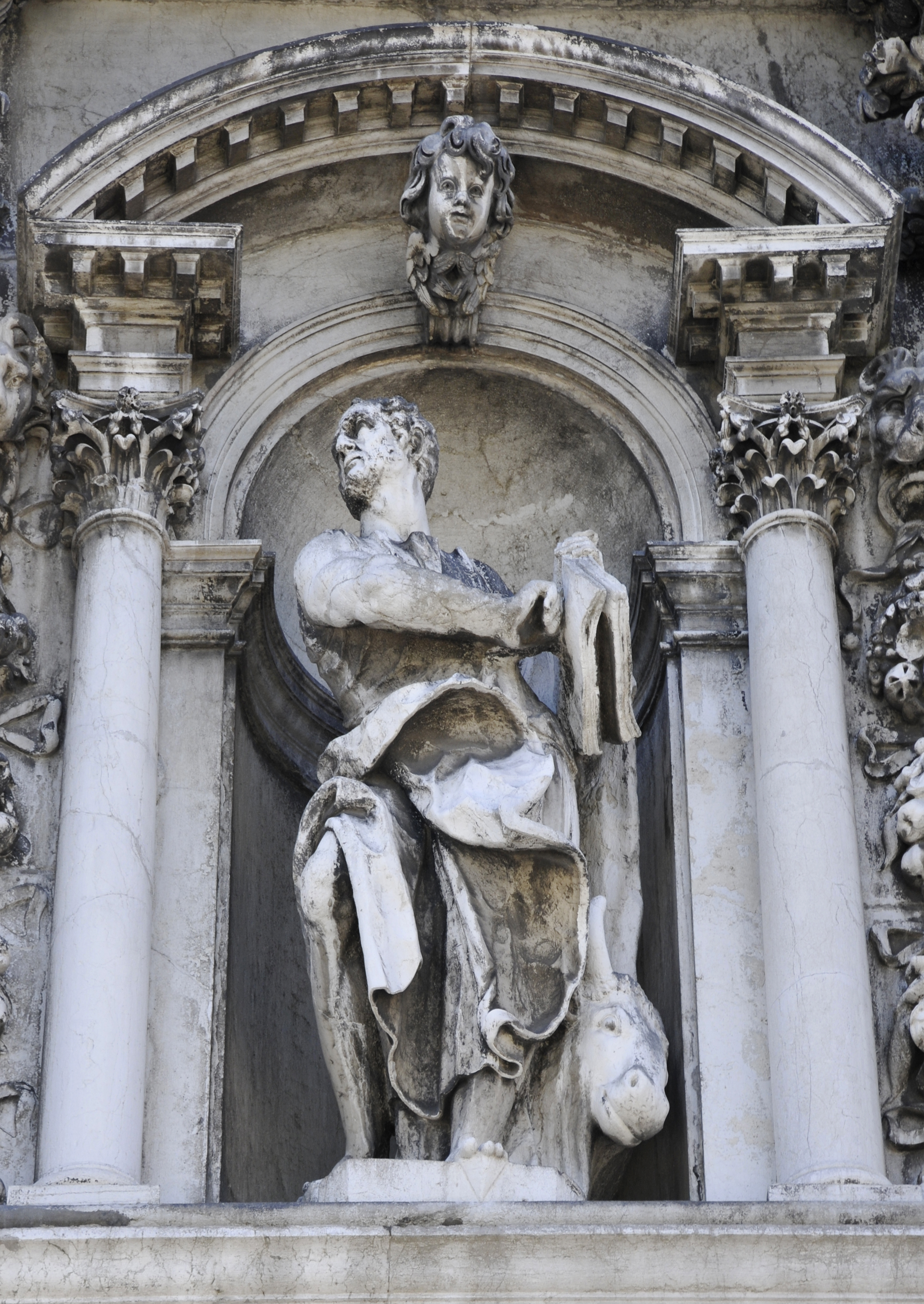
San Luca
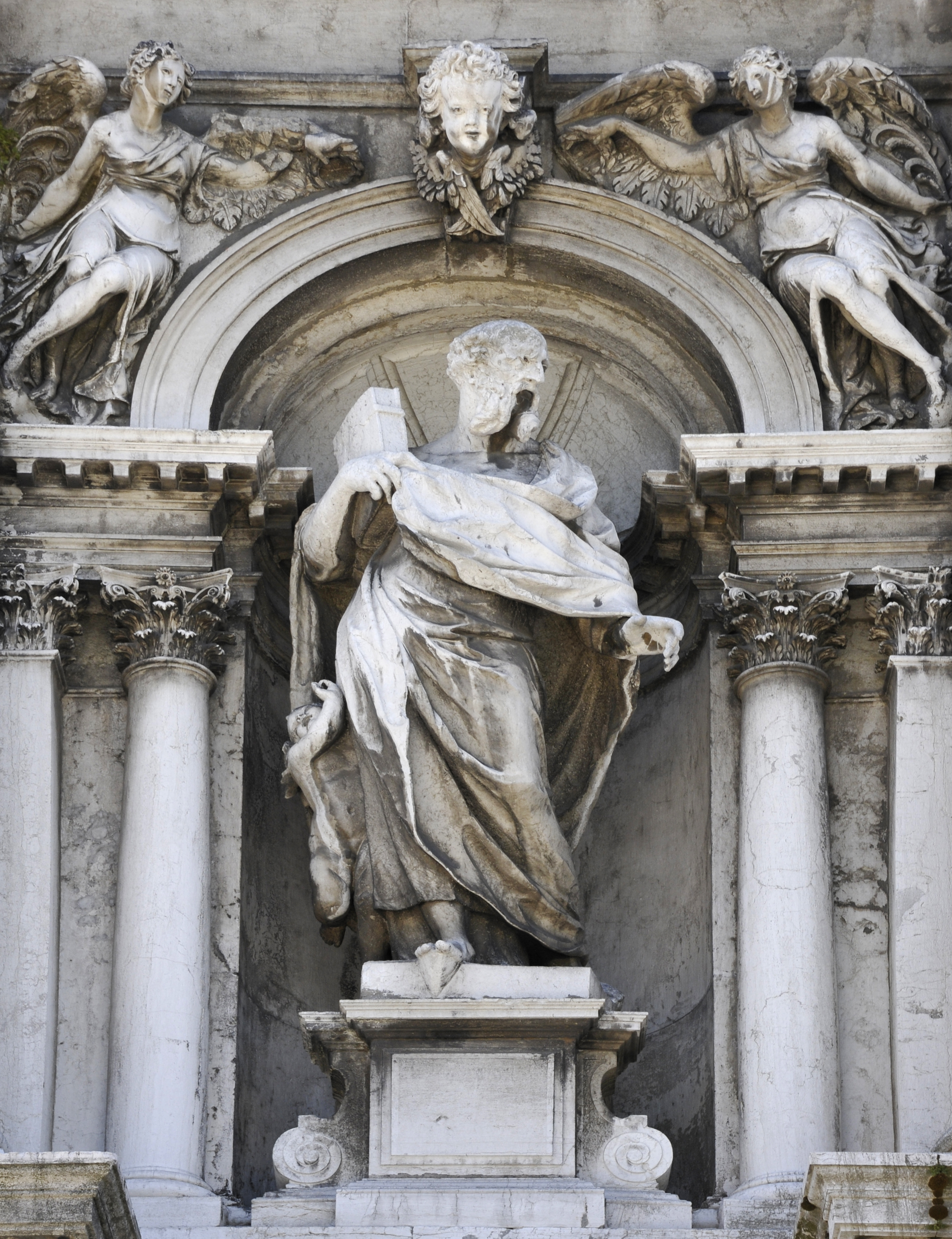
San Matteo
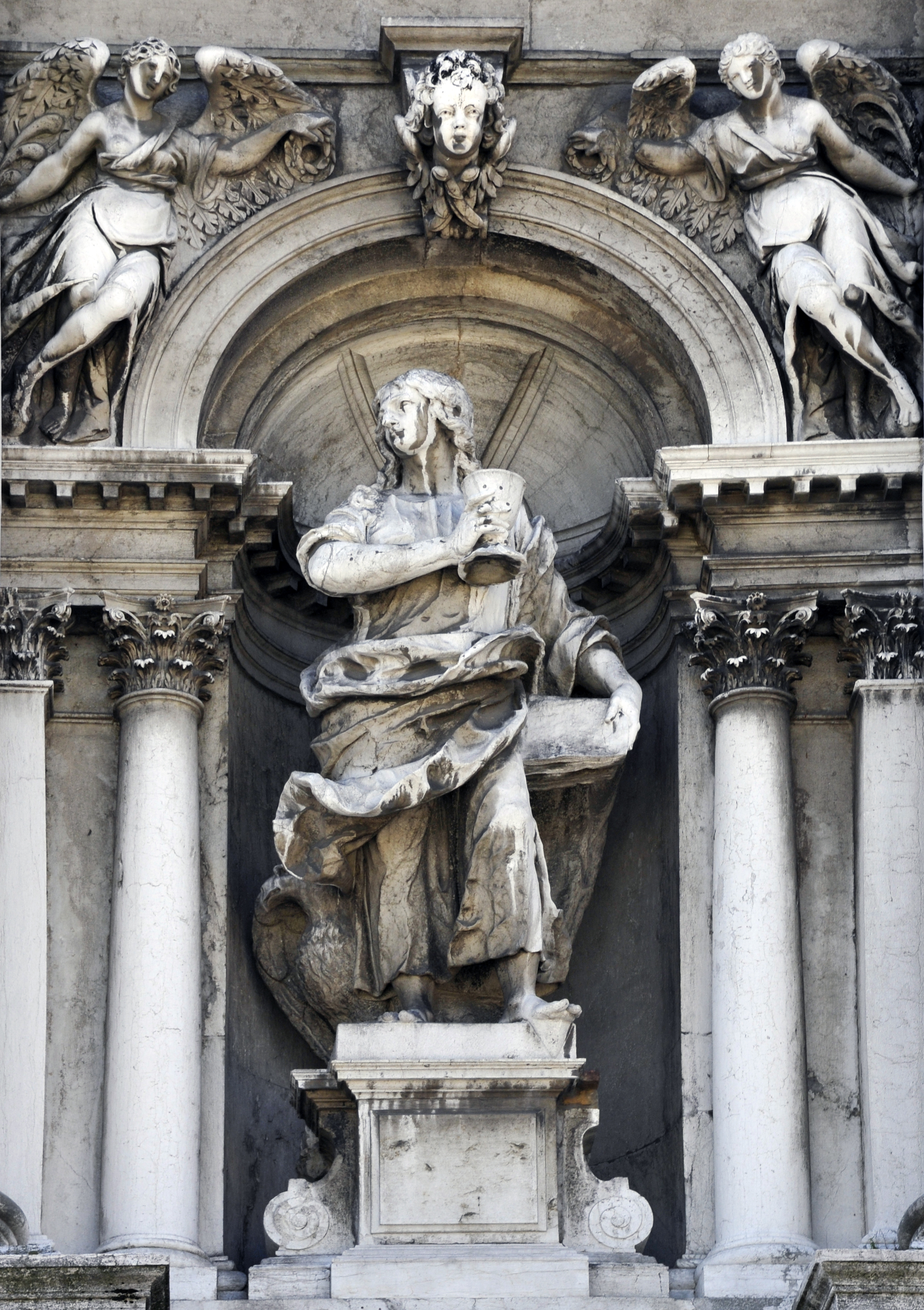
San Giovanni

### Interno

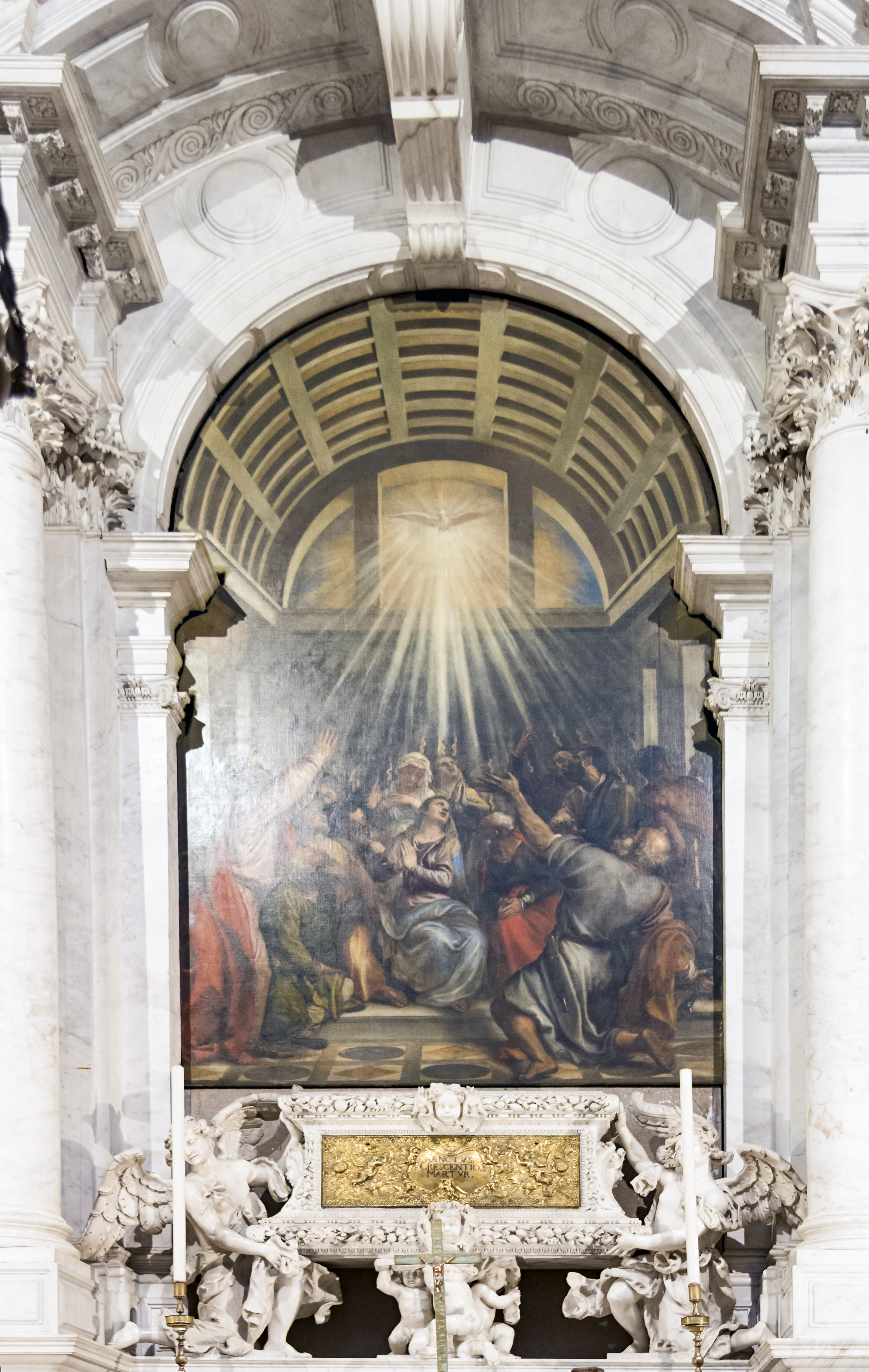
Pala di Tiziano Vecellio con la Discesa dello Spirito Santo, le sculture degli angeli sono di Michele Fabris detto l'Ongaro.

Lo spazioso interno, centralizzato, è ampiamente illuminato dalle finestre termali delle sei cappelle laterali e dai finestroni del tamburo della cupola, dal diametro di 21,55 metri. La luce dà risalto alla pavimentazione in tessere di marmi policromi.
La decorazione interna prevede, cominciando dal lato destro entrando:
-sul primo altare, detto della Presentazione di Maria, troviamo una pala di Luca Giordano: la Presentazione della Vergine al Tempio.
-sul secondo altare, dedicato all'Assunta, troviamo l'Assunzione della Vergine di Luca Giordano e San Gerolamo Miani, scultura di Giovanni Maria Morlaiter.
-sul terzo altare, detto della Natività di Maria, troviamo un'altra opera di Luca Giordano: la nascita della Vergine.
Seguono il presbiterio e la Sagrestia. Continuando il percorso a sinistra:
-sul primo altare, detto della Discesa dello Spirito Santo è collocata la Discesa dello Spirito Santo di Tiziano Vecelio.
-sul secondo altare, dedicato a sant'Antonio, troviamo la pala di S. Antonio e Venezia supplice, opera di Pietro Liberi.
-sul terzo e ultimo altare, dedicato alla Annunciazione di Maria, è collocata la pala, attribuita a Pietro Liberi, intitolata l'Annunciazione.
Il presbiterio e l'altare maggiore disegnato dal Longhena stesso dominano su tutto. Il gruppo scultoreo sull'altare rappresenta una Madonna con bimbo, a rappresentare la Salute che difende Venezia dalla peste. È opera di uno scultore fiammingo molto attivo a Venezia, il cui nome viene solitamente reso in Giusto Le Court o Jouste de Corte nato a Ypres nel 1627 e morto a Venezia nel 1679. L'altare custodisce un'icona bizantina, la Madonna della Salute o Mesopanditissa (= mediatrice di pace), che proviene dall'Isola di Creta e fu portata a Venezia da Francesco Morosini nel 1670 quando dovettero cedere l'isola ai Turchi per le condizioni di pace stabilite coi Turchi alla fine della guerra di Candia. Fu collocata nella posizione attuale il 21 novembre.
L'altare maggiore è in gran parte scolpito e allestito da Giusto Le Court, seguendo la formula di gruppi scultorei di Girolamo Campagna in San Giorgio Maggiore e in Redentore. L'altare è costituito da una Madonna con Bambino che intercede con una figura inginocchiata, Venezia, mentre sulla destra la figura della Peste, sotto forma di apparizione eretica, sta per cadere nel vuoto. L'altare di Le Court è pomposamente estroverso, ma una corretta definizione potrebbe essere che è un mescolamento di vocabolario tradizionale veneziano con elementi del barocco internazionale.
Nelle cappelle laterali si trovano la tela Discesa dello Spirito Santo di Tiziano Vecellio e l'altare dell'Assunta con la pala di Luca Giordano, la statua di San Girolamo Miani di Giovanni Maria Morlaiter e altre opere scultoree di Tommaso Rues.
La cupola è arredata con statue lignee rappresentanti i profeti, recentemente attribuite allo scultore Tomaso Rues.

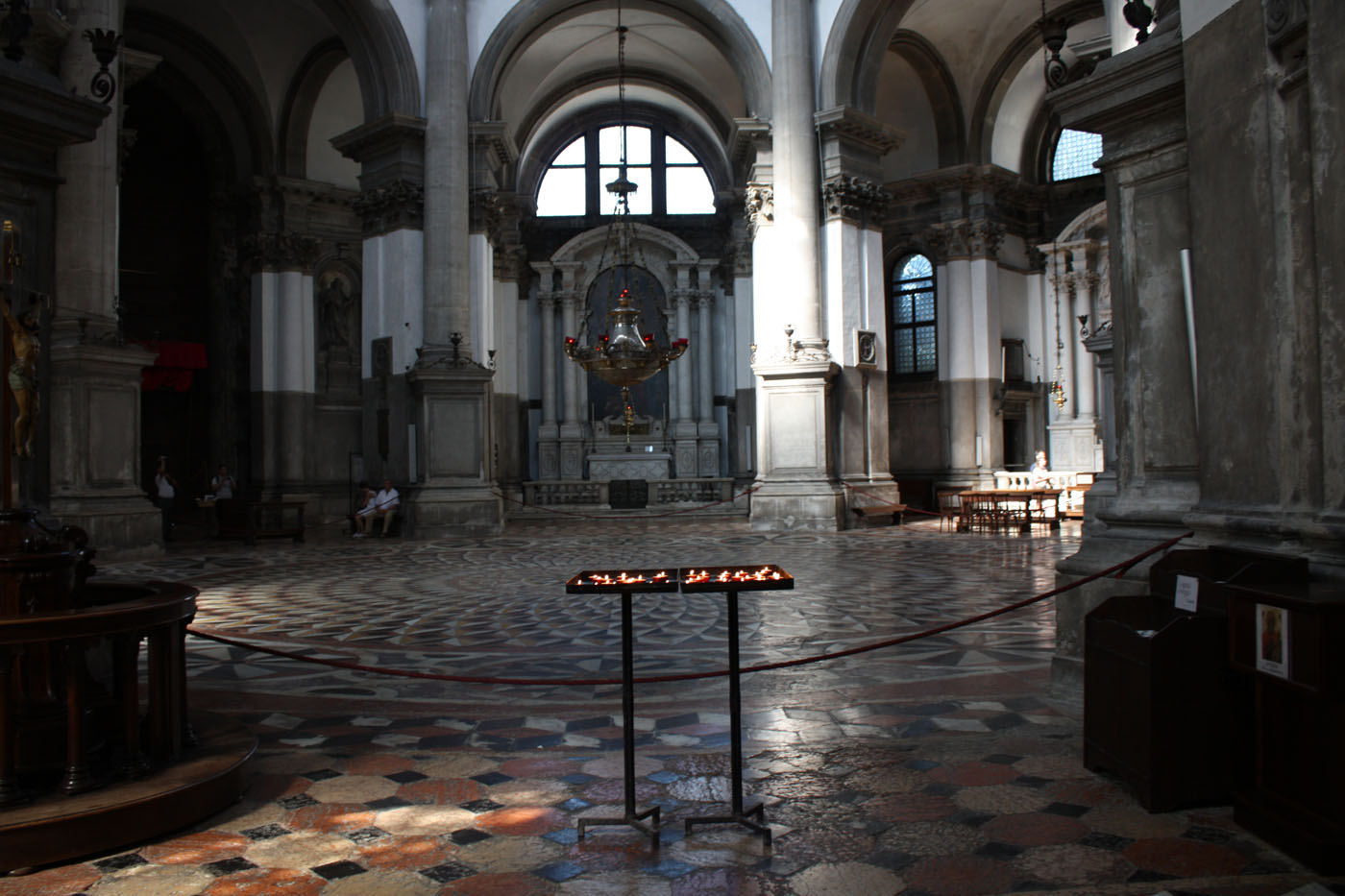
Vista dell'interno
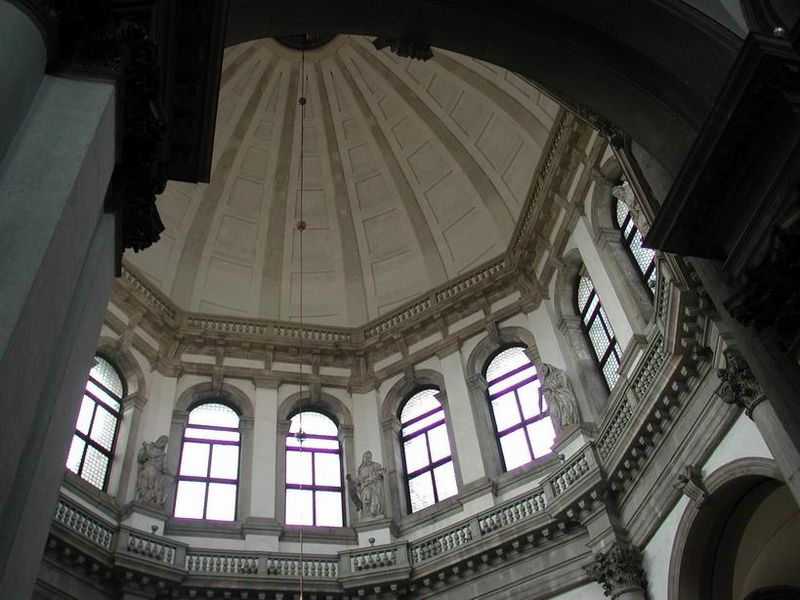
La cupola vista dall'interno
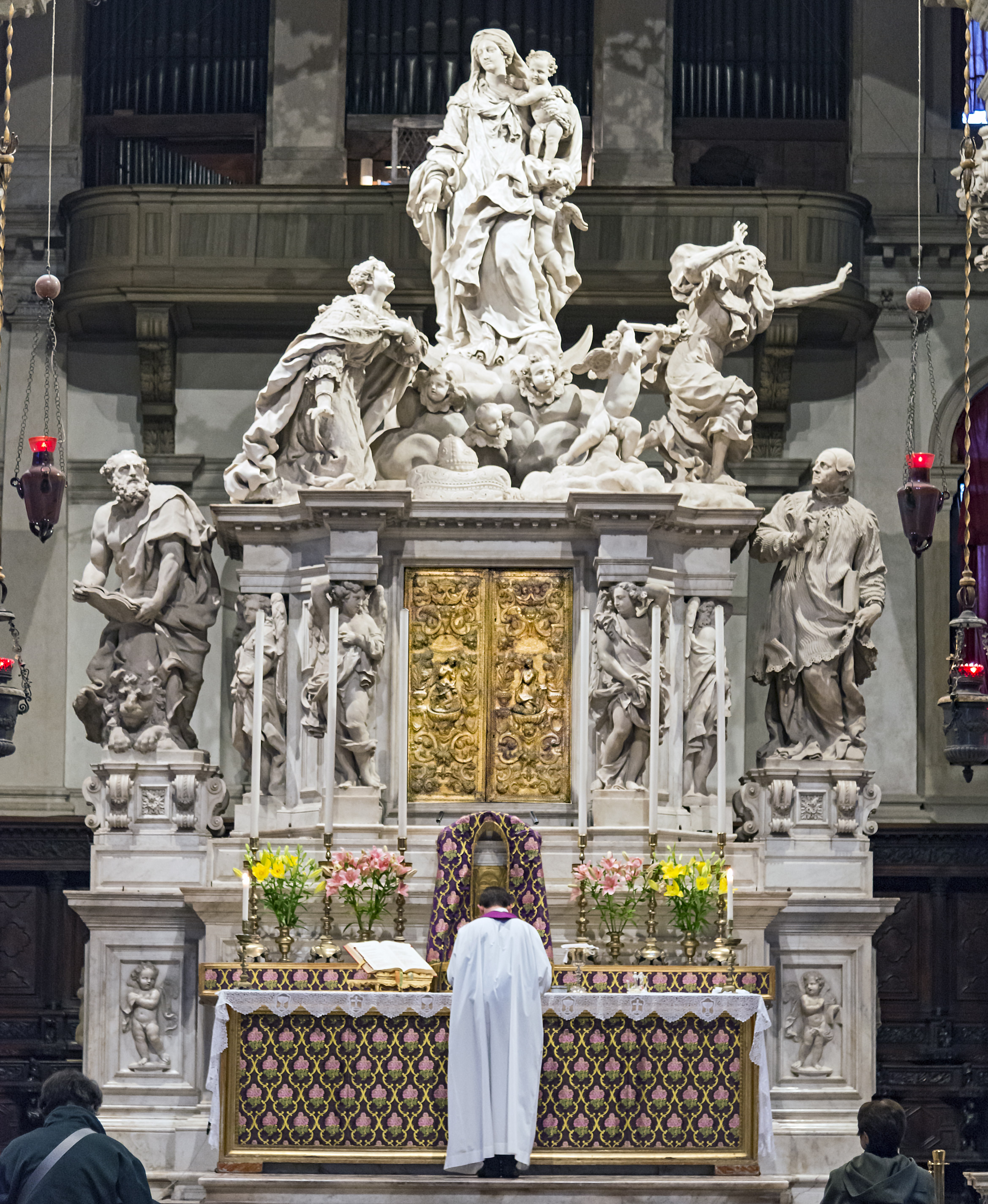
Altare maggiore
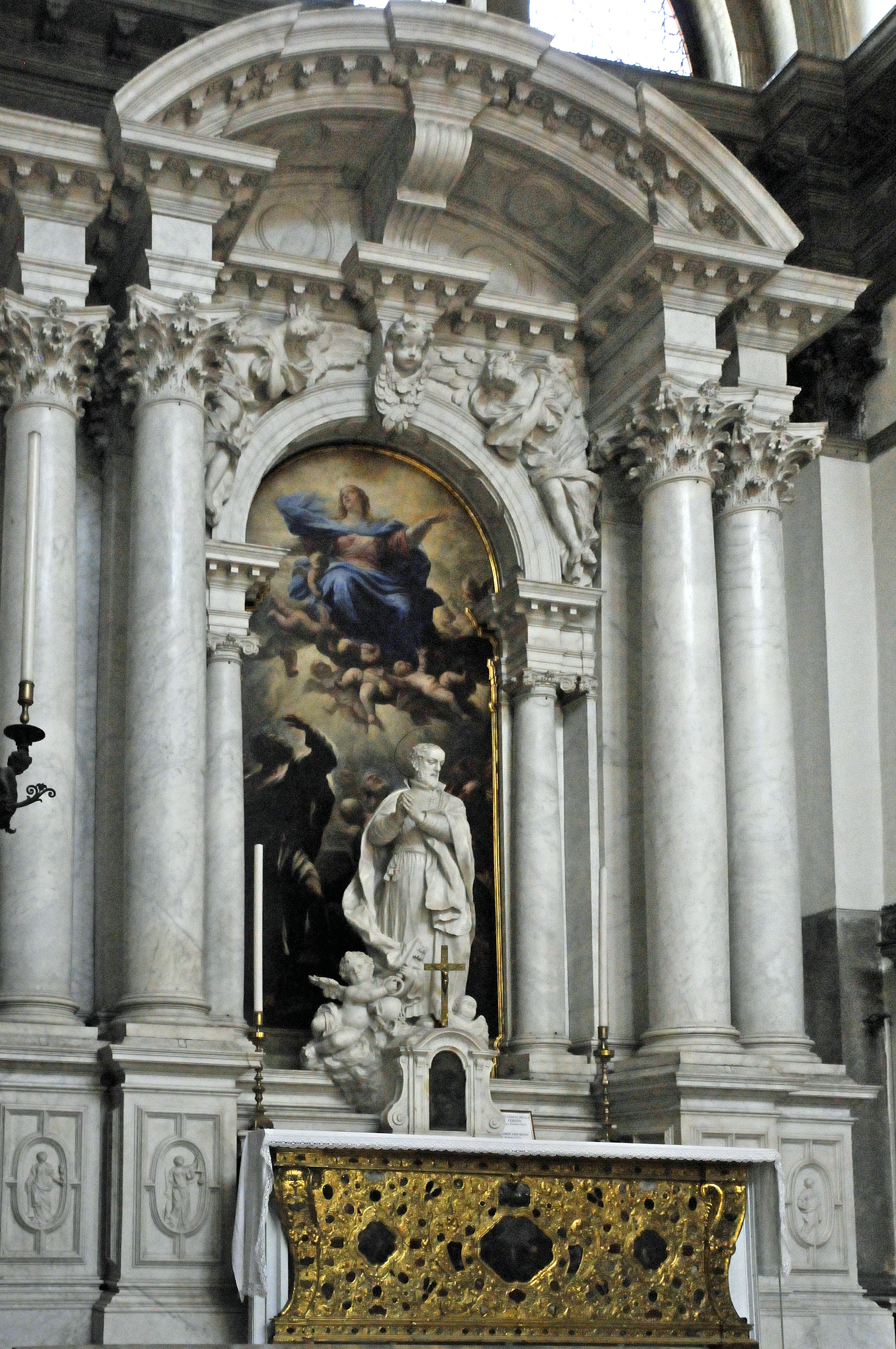
L'altare dell'Assunta

#### Organo Dacci[10]
Nella chiesa vi è un organo costruito da Francesco Antonio Dacci nel 1782-83 e modificato da Giacomo Bazzani nel 1819, 1825 e 1845.
Collocato sulla cantoria in fondo all'abside entro un vano costruito a ridosso del muro perimetrale, con utilizzazione di tre fornici in origine costituenti altrettanti finestroni, presenta una facciata di 51 canne, suddivise in tre campate (17/17/17), quella centrale a cuspide con ali, dal Sol–1, con labbro superiore a scudo; le campate laterali a cuspide, sono composte di canne reali ma non suonanti.
Le due tastiere sono originali. La tastiera superiore è di 59 tasti (Do-1- Re5 con prima ottava corta, estensione reale di 55 note da Sol-1); la tastiera inferiore è di 30 tasti (La2-Re5), con i “diatonici” ricoperti di legno di bosso ornato con punti neri e frontalini incavati.
La divisione tra ||Bassi e ||Soprani avviene ai tasti Sol#2-La2.
La pedaliera, a leggio, è di 20 tasti (Do1-Si2 con prima ottava corta), costantemente unita alla tastiera superiore con un pedale aggiuntivo che aziona il tamburo.
I registri sono azionati da tiranti a pomello disposti su due colonne a destra (per il Primo Organo) e su una a sinistra delle tastiere (per il Secondo Organo).

### Sacrestia

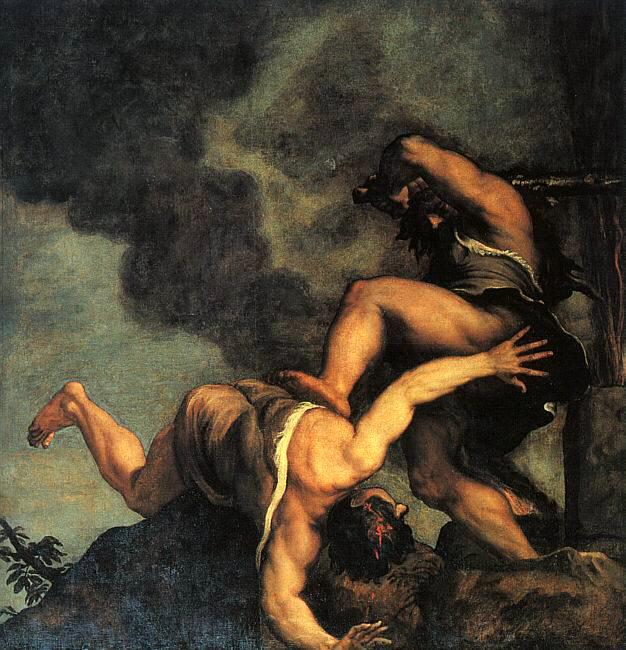
Caino e Abele (circa 1570-1576) di Tiziano.

Numerose altre opere di Tiziano arricchiscono la sacrestia: qui è possibile trovare un'opera giovanile come San Marco in trono, con i santi Cosma, Damiano, Sebastiano e Rocco (1511-12) insieme ad opere più tarde sul soffitto: Caino ed Abele, Il sacrificio di Abramo ed Isacco, Davide e Golia (quest'ultima opera è stata danneggiata da un incendio scoppiato il 30 agosto 2010 nell'attiguo seminario).
Sempre nella sacrestia vi sono Le nozze di Cana, grande tela di Tintoretto (1561), e opere di altri importanti artisti: Alessandro Varotari detto "il Padovanino", Pietro Liberi, Giuseppe Porta detto "il Salviati", Giovanni Battista Salvi detto "il Sassoferrato", Palma il Giovane, Marco d'Oggiono.

### Simbologie
Lo schema della Basilica è ottagonale e richiama, attraverso il numero 8 (simbolo della Salvezza e della Speranza), il concetto di Stella Maris ('Stella del mare'), derivato dalla stella ad otto punte presente nel progetto. Tale appellativo allude al verso iniziale dell'inno Ave Maris Stella , dove Maria è vista metaforicamente come la stella mattutina che guida i naviganti nel mare e li conduce al porto della salvezza. La forma della cupola della basilica richiama simbolicamente la corona della Vergine. Oltre agli otto lati e alle sei cappelle laterali dell'edificio principale, una cupola più bassa separa il coro dall'altare. Sommando gli otto lati della chiesa alla cupola inferiore, al coro e all'altare, si ottiene il numero 11, che simboleggia la Forza, quella della Fede che i veneziani riposero nella Vergine Maria affinché li liberasse dalla peste.

## Le campane
Il campanile di destra contiene un concerto di 6 campane fuse da De Poli di Vittorio Veneto (TV) in scala diatonica di nota Mib3. Le 4 grandi sono state fuse nel 1938 e le 2 piccole nel 1991.